# ダニエル・アルフレッドソン
ダニエル・アルフレッドソン（Daniel Alfredson, 1959年5月23日 - ）は、スウェーデンの映画監督、映画プロデューサーである。ストックホルム出身。2009年、『ミレニアム2 火と戯れる女』と『ミレニアム3 眠れる女と狂卓の騎士』を監督した。

## フィルモグラフィー

### 映画
- 刑事マルティン・ベック/バルコニーの男 Mannen på balkongen （1993年） - 監督
- 刑事マルティン・ベック/ロゼアンナ Roseanna （1993年） - 監督
- デイ・オブ・ザ・ディシジョン Hotet （2004年） - 製作総指揮
- ロード・オブ・ウォリアーズ Snapphanar （2006年） - 製作
- ミレニアム2 火と戯れる女 Flickan som lekte med elden （2009年） - 監督
- ミレニアム3 眠れる女と狂卓の騎士 Luftslottet som sprängdes （2009年） - 監督
- ハイネケン誘拐の代償 Kidnapping Freddy Heineken （2015年） - 監督
- DEMON デーモン Go with Me （2015年） - 監督